# Перекарбування
Перекарбування — процес надання викарбуваній монеті нового зображення за допомогою іншого штемпеля. Нумізматичне поняття, державна фінансово-економічна акція. До перекарбування вдаються з метою лишити місцеві монети в обігу або запровадити до обігу монети інших держав. Перекарбування потребує менших витрат, порівняно з переплавленням і повторним чистим карбуванням, але ефективне лише з м'якими металами, як золото чи срібло.
Якщо старі монети використовуються без перекарбування, вони називаються реституційними. Коли зображення на монеті змінено частково, це називається надкарбуванням.
До перекарбування старих монет вдавалися ще в Стародавньому Римі. Потім — у Середні віки в Англії, Криму, Русі, та пізніше в інших регіонах: Франції, Російській імперії.